# 聯校中文辯論學會

聯校中文辯論學會（Joint School Chinese Debating Society，JSCDS）是由香港多間中學組成的中文辯論學會，於1967年由中學生組織創辦。每年該組織會舉辦不同的活動如工作坊，辯論營等。聯校中文辯論學會是香港歷史第二悠久的中學聯校組織，截至2025年，該學會已經有五十七年歷史。而由該會主辦的聯校中文辯論比賽，該賽事被視為中學學界辯論最具代表性的比賽，與全港中學學界辯論比賽及星島全港校際辯論比賽合稱「三大盃賽」。

## 歷史
聯校中文辯論學會創辦於1967年，當時由多間傳統名校組成。及後，協會逐漸開放予全港中學申請會員資格，現時會員數目約有80多間。由創會開始，該會便一直舉辦聯校中文辯論比賽。截至2025年，該賽事已舉辦至第五十七屆。

## 宗旨
(1)為提高學生對中文辯論之興趣及水準;
(2)為聯絡各會員學校間之友誼;
(3)為擴闊學生之知識領域

## 註冊
聯校中文辯論學會社團註冊編號為0004560。

## 運作
聯校中文辯論學會設有完善的憲章制度，每年均會選出該學年的執委，由執委負責該學年的各項活動，如聯校中文辯論比賽等。另外，執行委員會下設置附屬執行委員會，由執委會經過面試後選出，主要協助執委會執行行政相關工作。
聯校中文辯論學會會員名額不限,並以學校為單位，凡已在香港註冊之中學,皆有資格成為本會會員。
而其中一位執委之所屬學校將成為該年的註冊會址。

## 會員學校享有權利
(1) 參與本會所舉辦之各項活動之權利。
(2) 在會員大會中享有發言、動議、和議及投票之權利。
(3) 有提名學生參選本會委員之權利。